# Ugar (rivière)
Le Ugar (Brzica jusqu'en 1878) est une rivière de Bosnie, un affluent de la rivière Vrbas. Il apparaît aux pentes de Vlašić, en amont des villages de Sažići et Melina (à environ 1 590 mètres au-dessus du niveau de la mer), un bassin versant de Vrbanja, Ilomska et Bila rivières.
La longueur d'Ugar est d'environ 44,5 kilomètres, et son bassin versant est autour 328 km2. Les plus grands affluents de droite sont : Pljačkovac, Ilomska, Kobilja, Zirin Potok and Kusin Potok (les criques de Ziro et de Kuso), et Ugrić. Les affluents de gauche sont : Lužnica Potok, Dedića Potok, Andrijevića Potok, Bunar, Oraški Potok, and Kukavički Potok,,.
À sa source, Ugar et ses tributaires, les affluents créent une série de cascades. Après un canon court mais profond (au-dessous du plateau de Babanovac), il entre dans Pougarje, sous la montagne Ranča. Par cela, Ugar s'écoule dans un canyon profond et long sous Skender Vakuf, à environ 20 kilomètres en aval de Jajce. North of the Canyon est très pénible et sa profondeur maximale (environ) 500 m. La zone dans la vallée le long de l'Ugar, de Vitovlje à son Canyon est marquée comme Pougarje.